# Lætitia Dosch

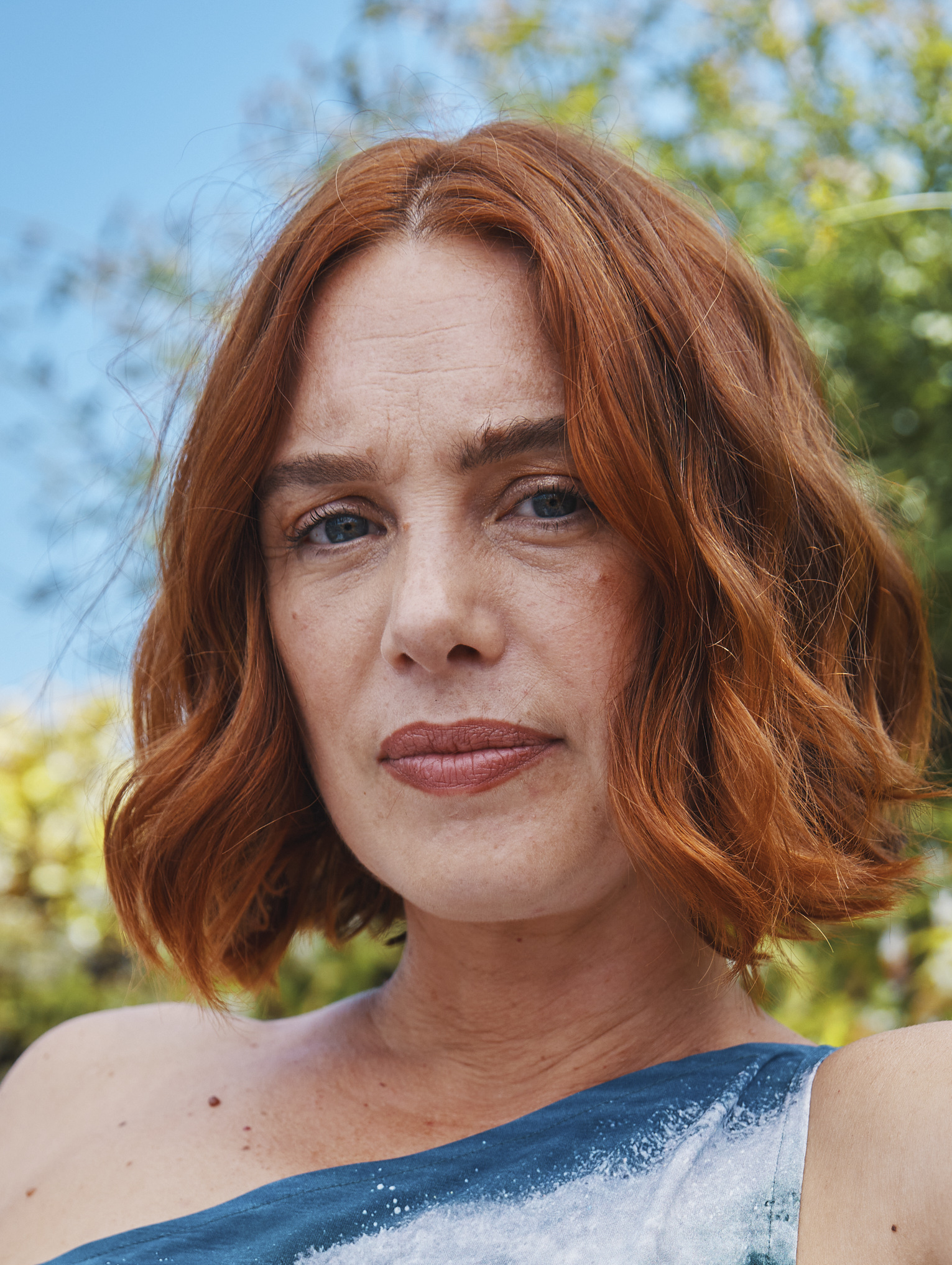
Lætitia Dosch (2024)

Lætitia Dosch (* 1. September 1980 in Paris) ist eine französische Schauspielerin sowie Filmregisseurin und Drehbuchautorin.

## Leben
Lætitia Dosch studierte Schauspiel am Cours Florent sowie an den Schauspielschulen École Périmony in Paris und La Manufacture – Haute école des arts de la scène in Lausanne.
Ihr Leinwanddebüt gab Dosch mit einer kleinen Nebenrolle in dem 2009 von Frédéric Mermoud inszenierten Kriminalfilm Komplizen. Seitdem spielte sie in über 30 Film- und Fernsehprojekten mit, darunter Keeper, La belle saison – Eine Sommerliebe und Mein ein, mein alles. Mit ihrer Darstellung der Paula Simonian in dem von Léonor Serraille inszenierten Drama Bonjour Paris hatte Dosch ihren großen Durchbruch. In dieser Hauptrolle spielt sie eine junge Frau, die nach dem Ende einer Beziehung versucht, ein neues Leben in Paris zu beginnen. Für diese Rolle wurde sie von der Kritik gelobt und mit mehreren Nominierungen und Auszeichnungen unterschiedlicher Filmpreise bedacht. So wurde sie unter anderem beim César 2018 als Beste Nachwuchsdarstellerin nominiert.
Im Jahr 2024 inszenierte sie mit der Komödie Hundschuldig erstmals einen Spielfilm, in dem sie auch die Hauptrolle übernahm.

## Filmografie (Auswahl)
- 2009: Komplizen (Complices)
- 2011: Ersatz (Kurzfilm)
- 2013: Der Präsident und meine Kinder (La bataille de Solférino)
- 2013: Herzstolpern (Extrasystole)
- 2013: Il est des nôtres
- 2014: Dein Wille geschehe (Ainsi soient-ils, Fernsehserie, 3 Folgen)
- 2015: Keeper
- 2015: La belle saison – Eine Sommerliebe (La belle saison)
- 2015: Mein ein, mein alles (Mon roi)
- 2016: Les malheurs de Sophie
- 2016: Jours de France
- 2016: La fine équipe
- 2017: Bonjour Paris (Jeune femme)
- 2017: Gaspard fährt zur Hochzeit (Gaspard va au mariage)
- 2018: Unsere Kämpfe (Nos batailles)
- 2018: Two Plains & a Fancy
- 2019: Lügen haben kurze Beine (Fourmi)
- 2020: Les apparences
- 2020: Passion simple
- 2021: Playlist
- 2021: Petite leçon d’amour
- 2021: Ils sont vivants
- 2022: Irréductible
- 2022: En même temps
- 2022: Libre Garance!
- 2022: Un petit frère
- 2022: Reprise en main
- 2022: L’attente (Kurzfilm)
- 2023: Les rois de la piste
- 2023: Acide
- 2023: Linda veut du poulet! (Stimme im Original)
- 2024: Hundschuldig (Le procès du chien) (auch Regie und Drehbuch)
- 2024: Sauvages (Stimme)
- 2024: Le roman de Jim